# Elizabeth Chang
Elizabeth Chang é uma engenheira eletricista da Universidade Curtin em Perth, Austrália. Foi eleita fellow de Institute of Electrical and Electronics Engineers (IEEE) em 2015 por suas contribuições para a informática industrial e sistemas ciberfísicos. Obteve um Ph.D.em ciência da computação e engenharia de software na Universidade La Trobe.